# Música de Turquía
La música de Turquía    incluye varios elementos que van desde la música popular de Asia Central a la música de los dominios del Imperio otomano como la música persa, la música de los Balcanes y la música bizantina, así como música popular moderna influida por Europa y América. A su vez, ha influido a estas culturas durante la expansión del Imperio otomano. Turquía es un país en las costas orientales del Mar Mediterráneo y es un cruce de culturas de toda Europa, el Norte de África, Extremo Oriente, el Cáucaso y Asia del Sur y Central.
Las raíces de la música tradicional turca abarcan muchos siglos y empiezan cuando los selyúcidas colonizaron Anatolia y Persia en el siglo XI y contiene elementos de influencia turca y pre-turca. La mayor parte de su música popular tiene sus raíces en la orientalización de los años de la década de 1930.